# Archibald Cameron Macdonell
Sir Archibald Cameron Macdonell (Windsor, 6 ottobre 1864 – Kingston, 23 dicembre 1941) è stato un generale canadese.

## Biografia

### I primi anni
Archibald Cameron Macdonell nacque a Windsor, nel Canada occidentale. Venne educato alla Trinity College School di Port Hope nell'Ontario, e poi passò al Royal Military College of Canada, di Kingston (Ontario) ove si diplomò nel 1886, venendo assegnato alla Royal Artillery, ma dando le dimissioni poco dopo per ragioni familiari.

### La carriera militare
Il 26 giugno 1886 rientrò in servizio e divenne Tenente presso la Canadian Militia e poi aderì al Regular Canadian Army come Tenente nella fanteria a cavallo, un corpo presente in maniera permanente in Canada, il 6 aprile 1888.
Nel settembre del 1889 egli entrò nella North-West Mounted Police, ove divenne aiutante. Egli ottenne quindi il comando della Divisione "C" e del distretto di Battleford. Egli fu volontario nel 2nd Battalion Canadian Mounted Rifles e prestò servizio in Sudafrica durante la Seconda guerra boema nel gennaio del 1900, col grado di Capitano, poi promosso a Maggiore dal maggio del 1900. Per le azioni da lui compiute in questo contesto ottenne il Distinguished Service Order. Successivamente divenne comandante del 5th Battalion Canadian Mounted Rifles, per poi passare al comando del Lord Strathcona's Horse (Royal Canadians) regiment, nel periodo tra il marzo del 1907 e l'aprile del 1910 e nuovamente tra l'aprile del 1912 ed il dicembre del 1915.
Egli fu comandante della 7th Canadian Infantry Brigade e della 1st Canadian Division durante la prima guerra mondiale. Sir Archibald venne insignito del grado di Cavaliere Commendatore dell'Ordine del Bagno per il suo servizio durante il primo conflitto mondiale, dopo essere stato promosso Brigadiere Generale.
Nel libro "Vimy", Pierre Breton descrive così MacDOnnell negli anni della guerra in Francia:
Per il suo valore, nel 1919 gli venne offerta una speciale spada da generale che oggi viene conservata presso il Royal Military College of Canada museum
Dal 1919 al 1925, venne nominato comandante del Royal Military College of Canada e fu di fatto il primo canadese ad ottenere il comando del College. Dopo il suo ritiro dall'esercito nel 1925, egli venne promosso Tenente Generale in riconoscimento della sua valente carriera. Dall'8 maggio 1922 fino alla sua morte egli fu Colonnello onorario del Lord Strathcona's Horse.
Morì nel 1941 e fu sepolto nel Catarqui Cemetery a Kingston (Ontario).